# Диканський державний історико-краєзнавчий музей імені Д. М. Гармаша
Диканський історико-краєзнавчий музей ім. Д. М. Гармаша — музей у смт Диканька Полтавської області, що носить ім'я Дмитра Михайловича Гармаша.
Музей було створено 1959 року з ініціативи педагогічного колективу середньої школи та вчителя історії Т. А. Перцюка, чия праця на ниві історико-краєзнавчої та пошукової діяльності була відзначена орденом «Знак Пошани». Музей спочатку діяв на громадських засадах. 1967 року йому присвоєно звання народного, а з грудня 1978 музей отримав статус державного. Нині підпорядкований Міністерству культури і туризму України.
Багато сил та енергії до створення музею, будівництва для нього будинку, отримання статусу державного, а також до створення картинної галереї, що стала відділом музею, доклав Д. М. Гармаш.

## Фонди і експозиції музею
Музейна експозиція розміщена у восьми залах, які знайомлять з загальною географічною характеристикою Диканського району, з його природними умовами, корисними копалинами, рослинним і тваринним світом.
Експозиція музею висвітлює історію краю з найдавніших часів до кінця XIX ст., а також  історію роду князів Кочубеїв. 
Одними з найдавніших експонатів є знахідки археологів з Олефірщинського могильника — курганного могильника скіфського часу.
Тематиці неспокійного ХХ ст., голодомору 1932—1933 рр., Другій світовій війні, післявоєнної відбудови краю приділено окремі експозиції музею. 
Постійно оновлюється і поповнюється матеріалами експозиція залу сучасності — останнього залу музею.
Серед експонатів варто побачити:
- ковану металеву скриню часів І. Мазепи і В. Кочубея
- половецьку статую, виготовлена із рихлого крупнозернистого пісковику
- сволок 1741 року
- локомобіль
- посмертну маску М. В. Гоголя

Також музей має художній відділ, який називається Картинна галерея ім. М. К. Башкирцевої. Тут розміщені мистецькі твори переважно місцевих професійних і самодіяльних художників. Два зали експозиції відведені гоголівській тематиці, а також висвітлюється життєвий і творчий шлях знаменитої землячки М. К. Башкирцевої.

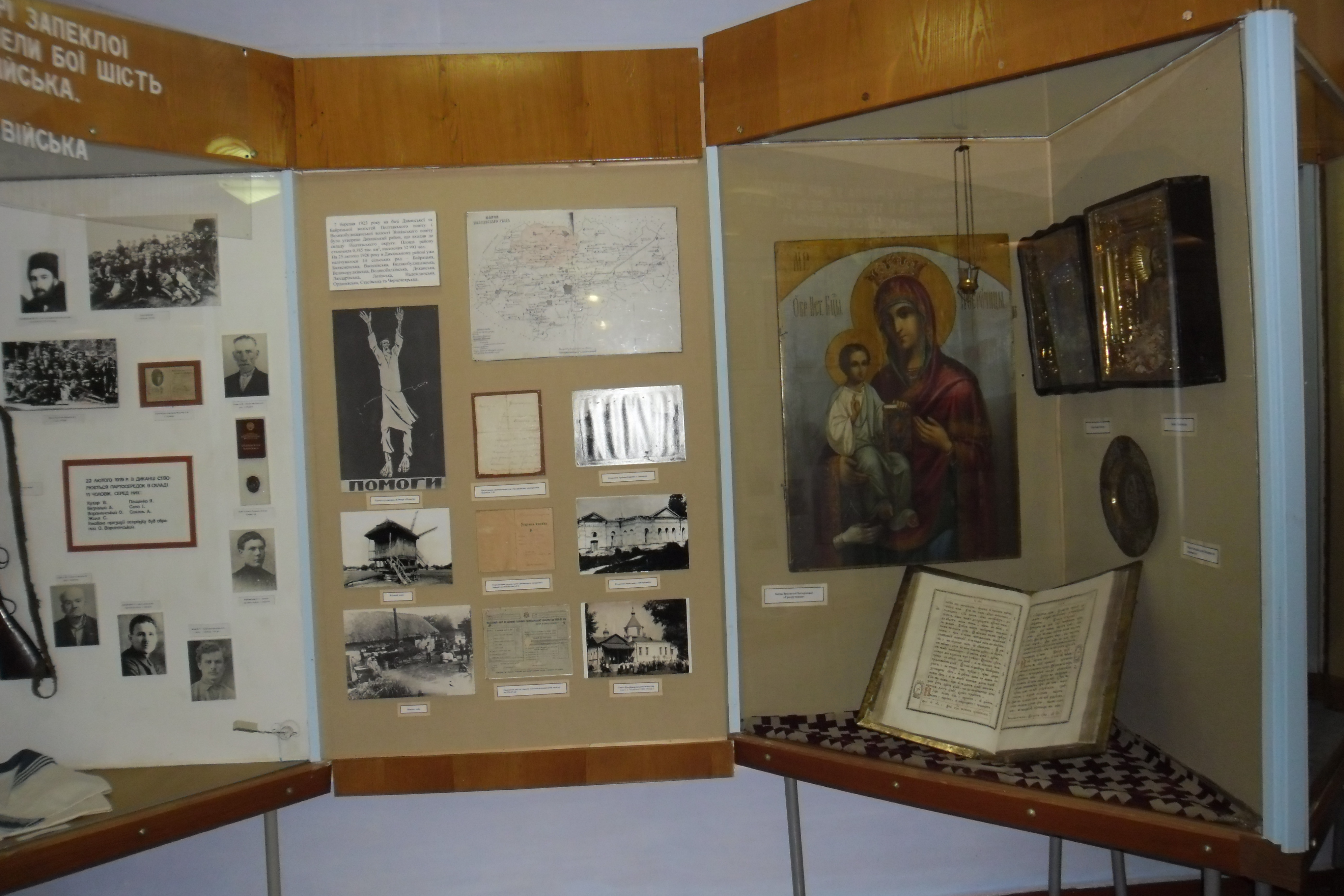
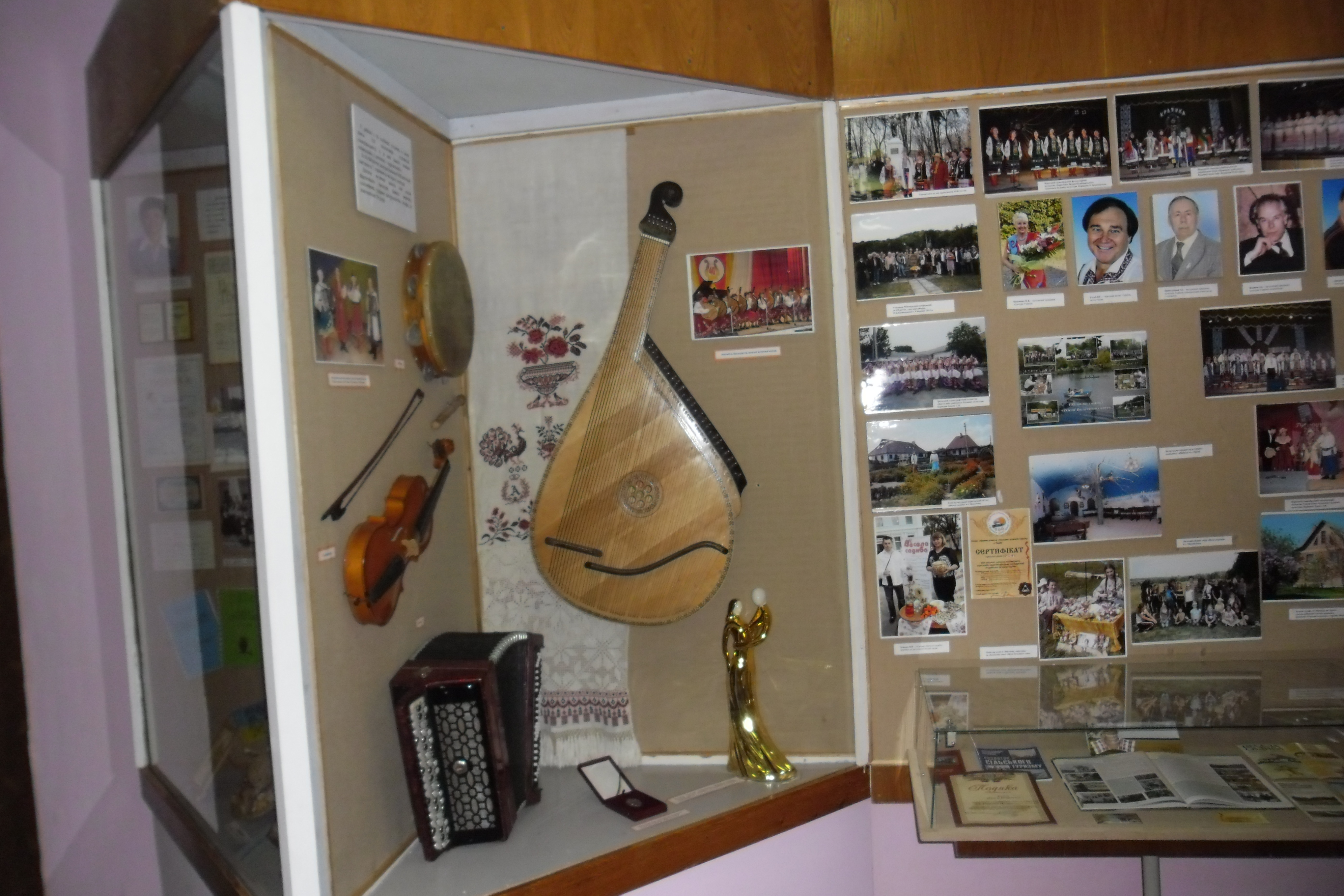
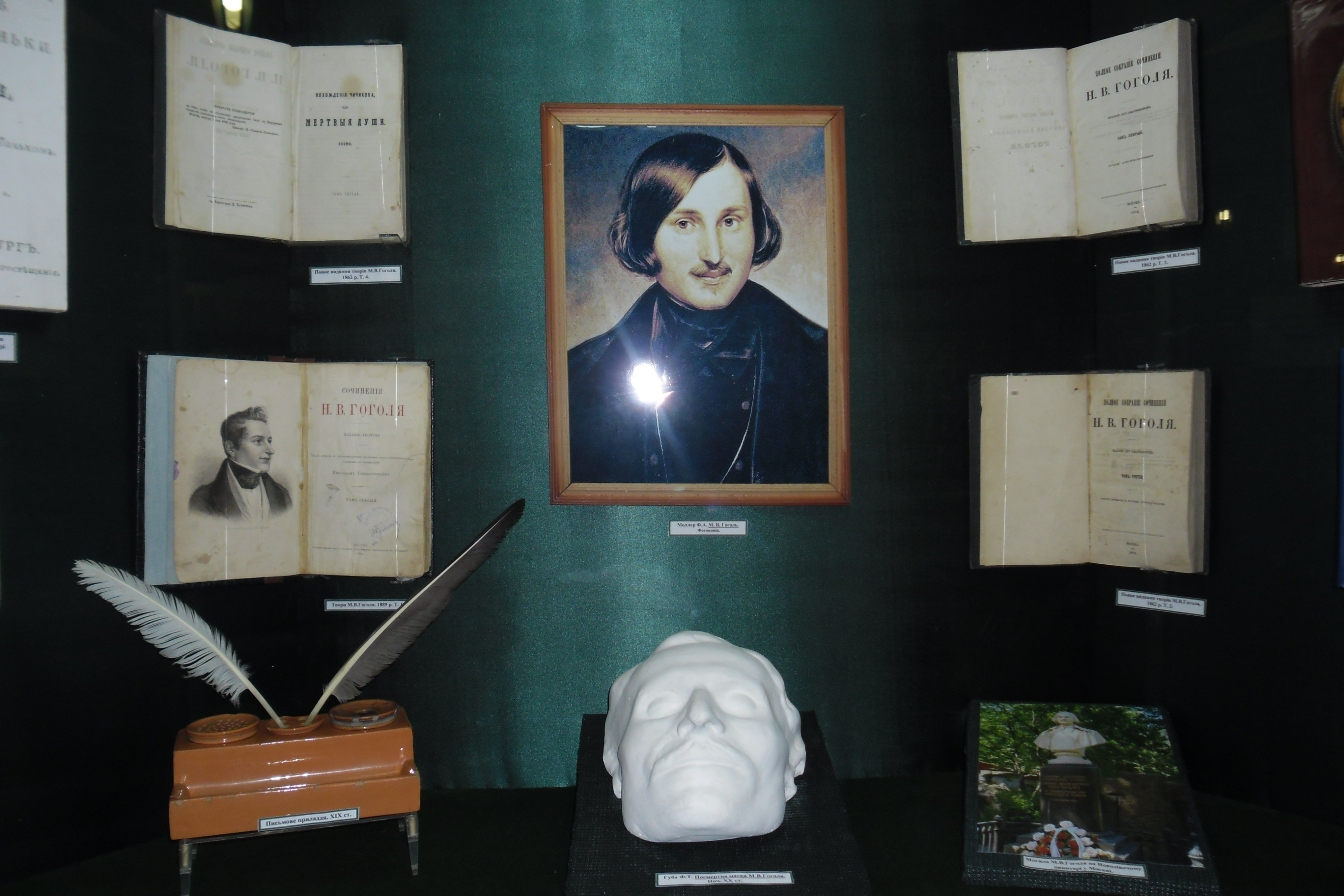
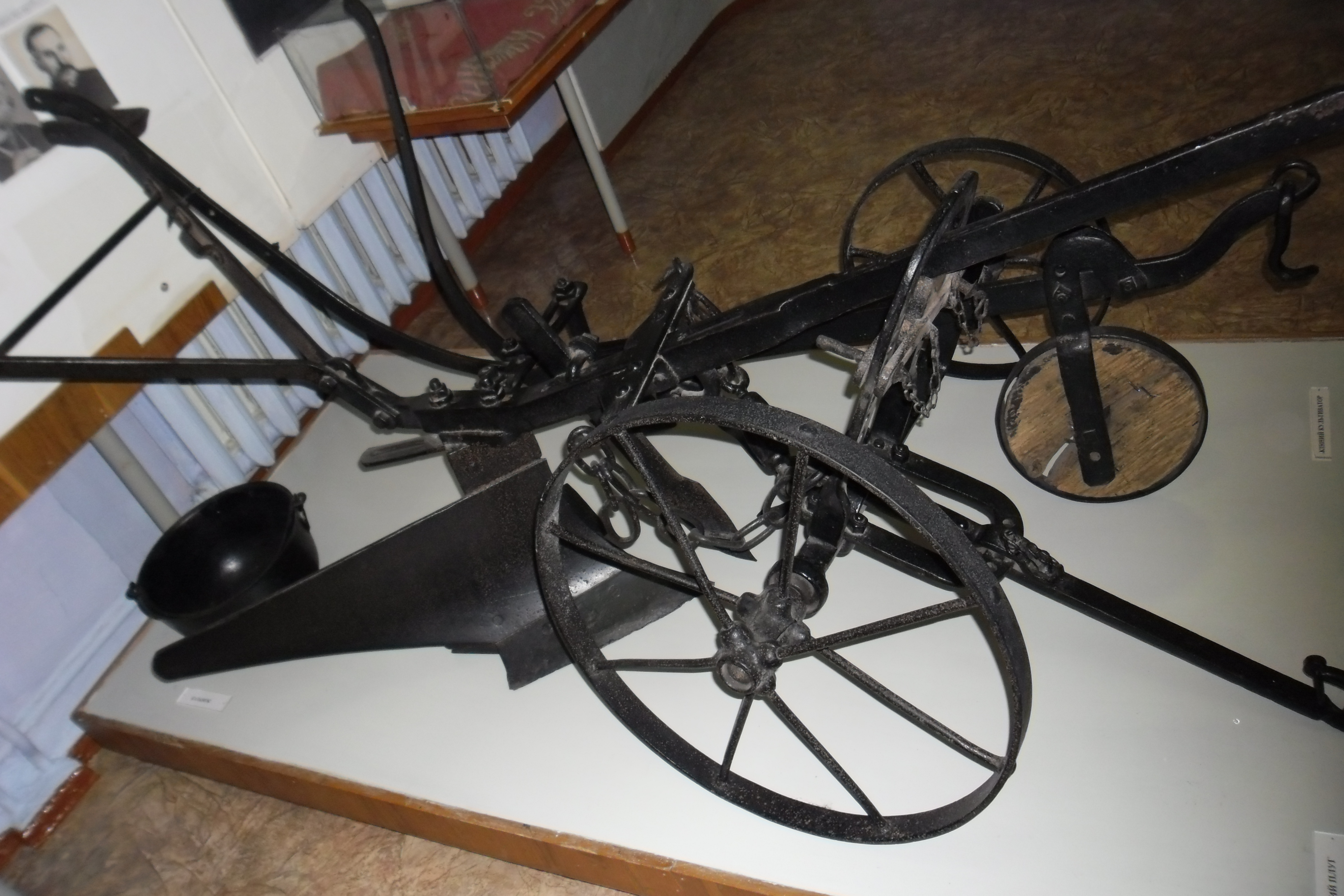
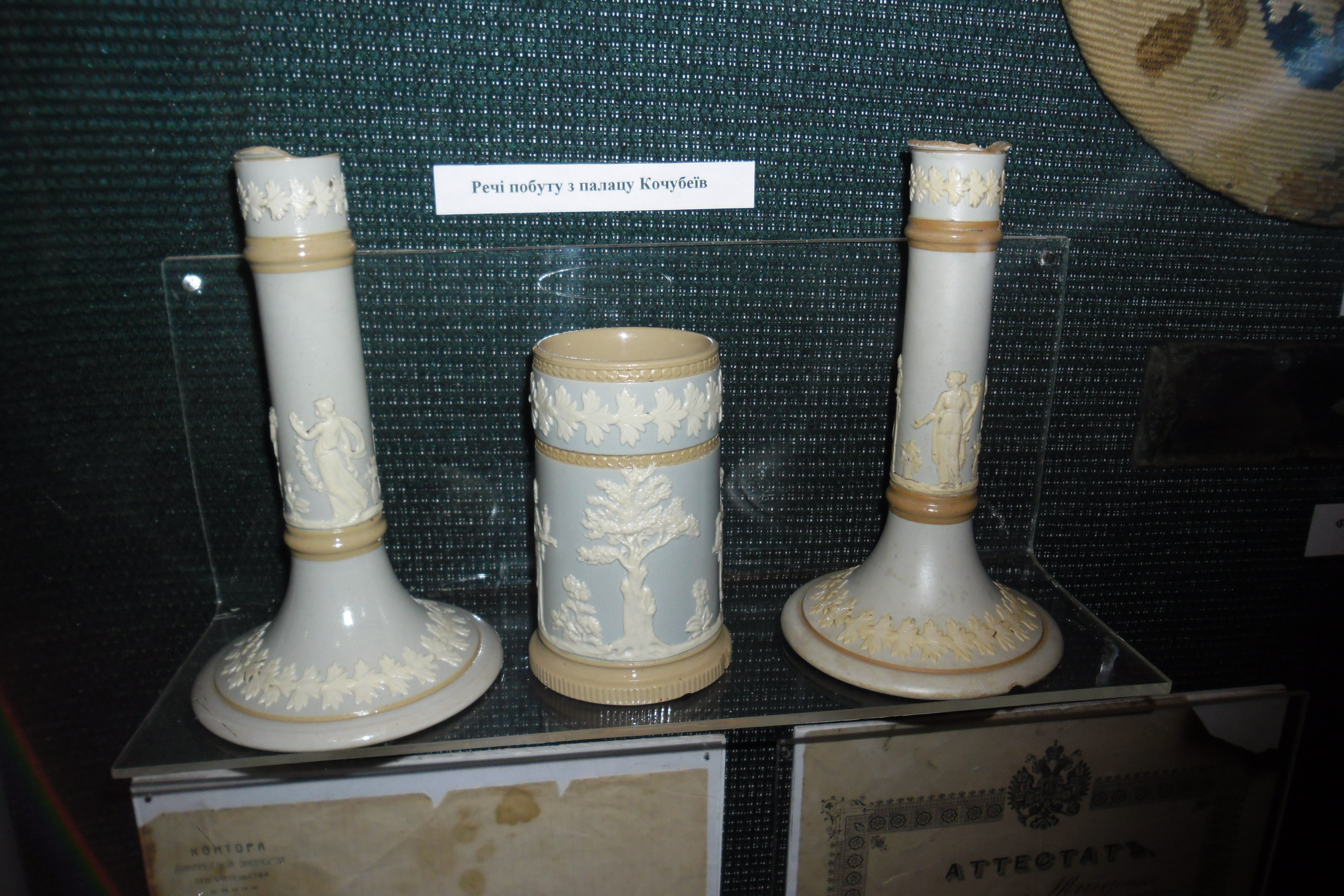
Речі з палацу Кочубеїв.